# هوميتا
هُميتة (بالإسبانية: Humita، نقحرة: هوميتا) أو هُمِنتة (بالكِتْشويَّة: humint'a، نقحرة: هومينتا) هو طبق جنوب أمريكي من العصور السابقة لقدوم الإسبان، وهو طعام تقليدي في دول منطقة الأنديز (الأرجنتين، وبوليفيا، وتشيلي، وبيرو، والإكوادور، وفنزويلا). يعرف الطبق في بوليفيا باسم هُمِنتة ، وفي البرازيل بَمُنهة ، وفي فنزويلا باسم «هالاكيتاس» (hallaquitas)، يتكون الطبق بشكل أساسي من دقيق الذرة (masa harina) والذرة الطازجة، مطهو ببطء على البخار أو مسلوق في قدر من الماء.

## في الأرجنتين
يتم إعداد الهُميتة في الأرجنتين من الذرة الطازجة والبصل المقلي وبعض البهارات حسب المنطقة أو الذوق. يلف العجين بقشر الذرة ويغلى، ومن الشائع ايضاً إضافة بعض الجبن المقطع إلى العجينة، عادةً ما تكون جبنة بيضاء (Queso blanco) أو جبن الماعز.
في الأرجنتين، يشير مصطلح «هُميتة» (humita) أيضاً إلى حشوة الذرة المستخدمة في إعداد طبق الإمبنادة (empanada).

## في تشيلي
يتم إعداد الهُميتة في تشيلي من الذرة الطازجة والبصل والريحان والزبدة أو شحم الخنزير. يُلف العجين بقشر الذرة ومن ثم يُخبز أو يُغلى. وربما يُضاف إليها نوع من أنواع الفلفل الحار. تُلف قطعة الهُميتة بخيط أثناء الطهي للحفاظ على شكلها.
يمكن أن تكون مالحة، أو حلوة، أو حلوة وحامضة، تقدم مع سكر مضاف، فلفل حار، ملح، طماطم، زيتون، بابريكا وغيرها.

## في الإكوادور
كما هو الحال في تشيلي، يتم إعداد الهُميتة في الإكوادور من الذرة المطحونة الطازجة مع البصل والبيض والتوابل التي تختلف من منطقة إلى أخرى، وكذلك حسب تقاليد كل عائلة. يتم لف العجين بقشر الذرة، ولكن يتم طهيها على البخار بدلاً من خبزها أو غليها. قد تحتوي الهُميتة الإكوادورية أيضا على الجبن. هذا الطبق تقليدي للغاية في الإكوادور لدرجة أنهم طوروا أوانياً خاصة فقط لطهي الهُميتة. الهُميتة الإكوادورية يمكن أن تكون مالحة أو حلوة.

## في بيرو وبوليفيا
يتم إعداد الهُميتة في منطقة وسط جبال الأنديز بنوعين مالحة وحلوة. بالنسبة للهُميتة المالحة فتُعد من الذرة الطازجة مخلوطة مع دهن الخنزير والملح والجبنة البيضاء (queso fresco)، أما بالنسبة للهُميتة الحلوة فتُعد من الذرة الطازجة مع شحم الخنزير والسكر والقرفة والزبيب. من الممكن أيضاً تحضير الهُميتة المالحة مع اليانسون.
واحدة من أولى الإشارات إلى الهُمِنتة في بيرو كتبها إنكا غارثيلاسو دي لا فيغا في كتابه بعنوان «الملاحظات الحقيقية المتعلقة بأصل الإنكا» (Comentarios reales que tratan del origen de los Yncas)، والذي نشر أولا في لشبونة في عام 1609. في الحديث عن الهُمِنتة يصف إنكا ذكرياته الخاصة حول الوقت الذي عاش فيه في بيرو بين 1539 و 1560. من هذا يمكن أن نستنتج أن الهُمِنتة قد تم إعداده بالفعل في بيرو خلال ذلك الوقت.

## معرض الصور

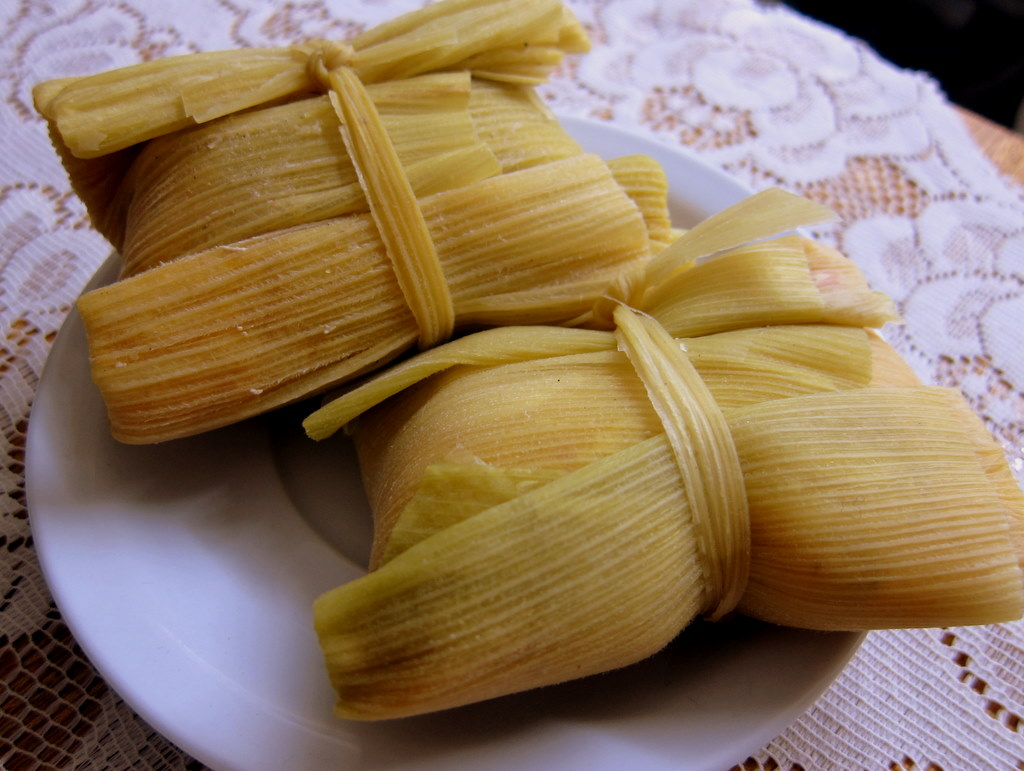
هُميتة أرجنتينية.
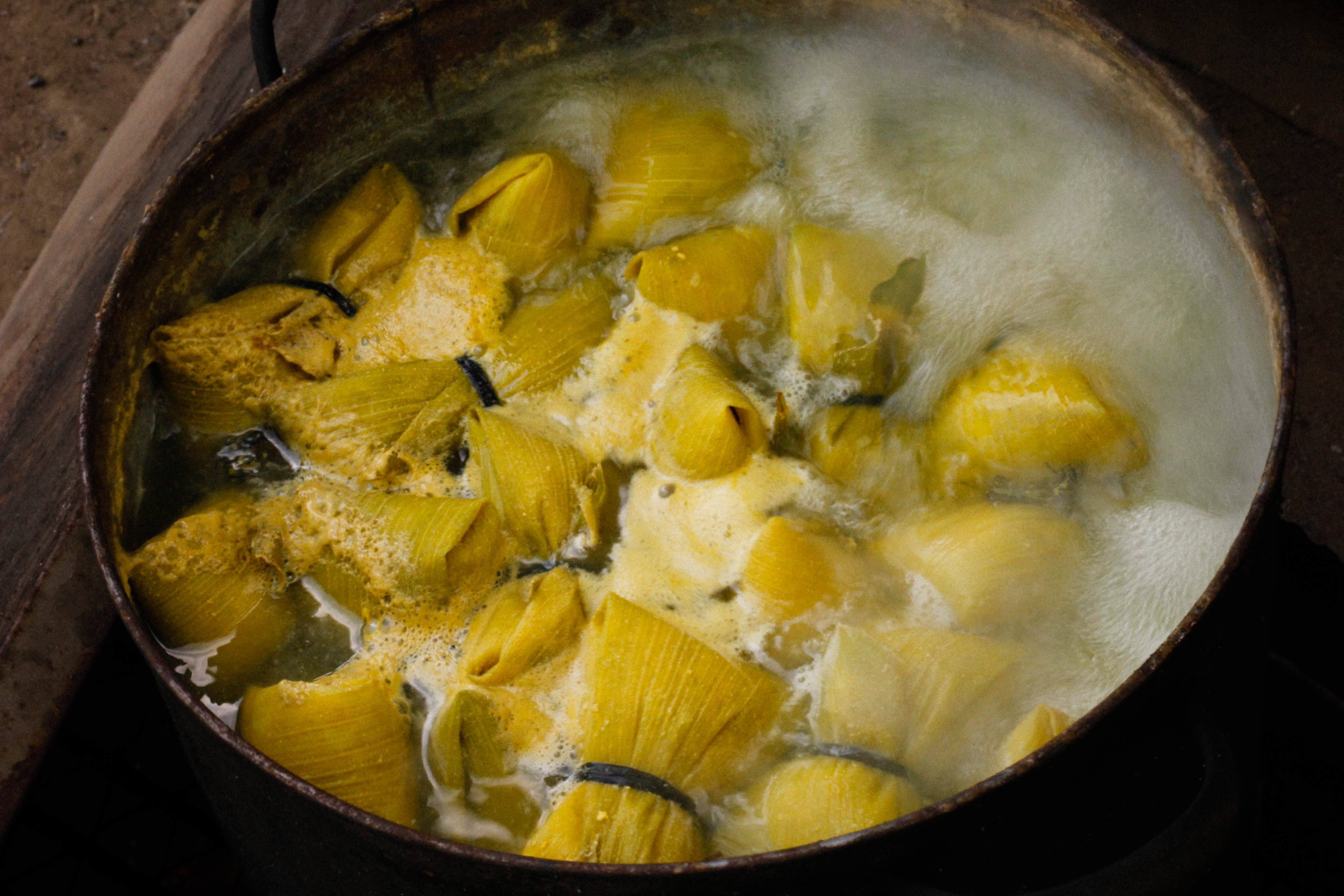
هُميتة وهي تُغلى.
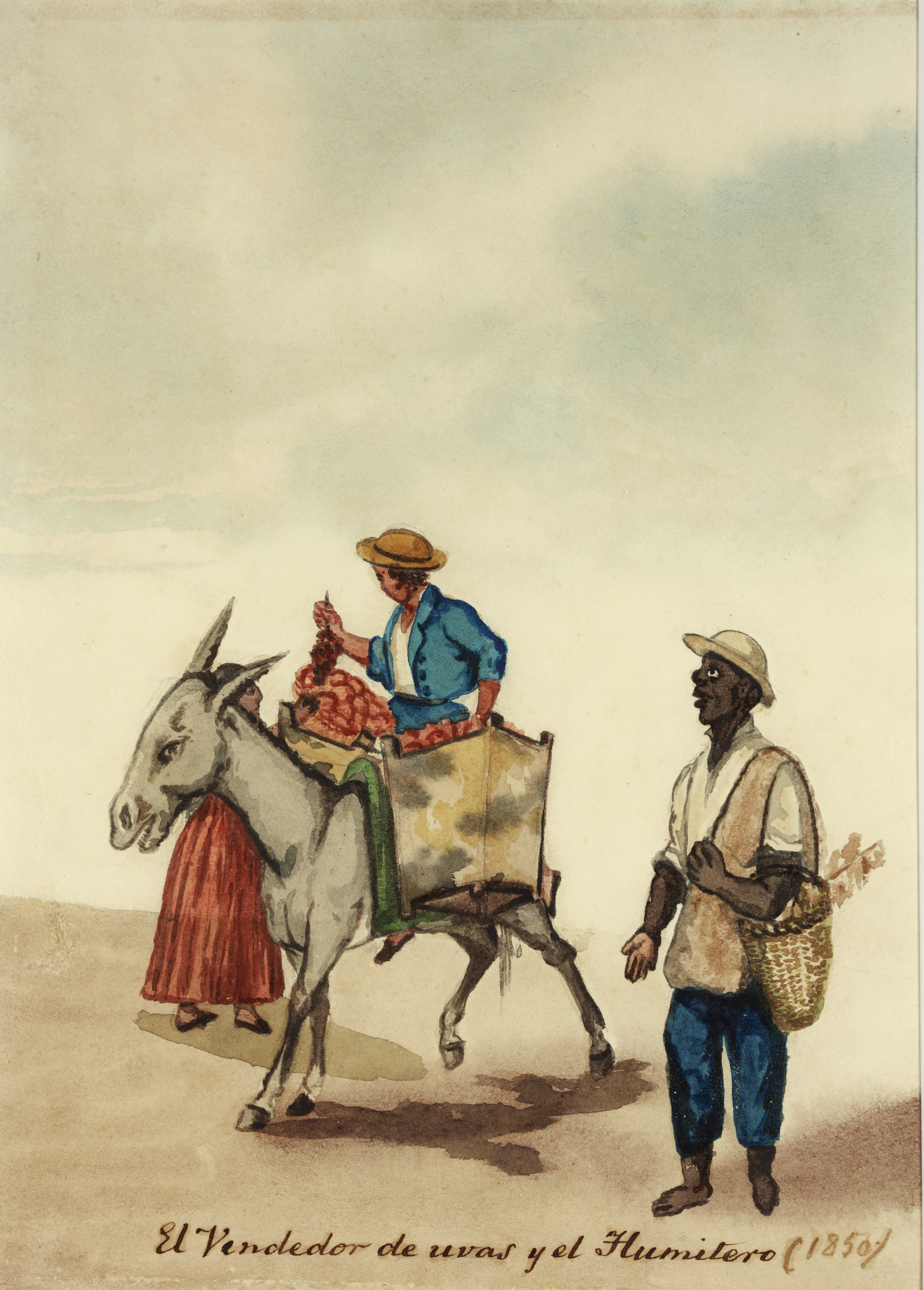
بائع العنب وبائع الهُميتة (لوحة مائية من رسم بانشو فييرو، 1850).
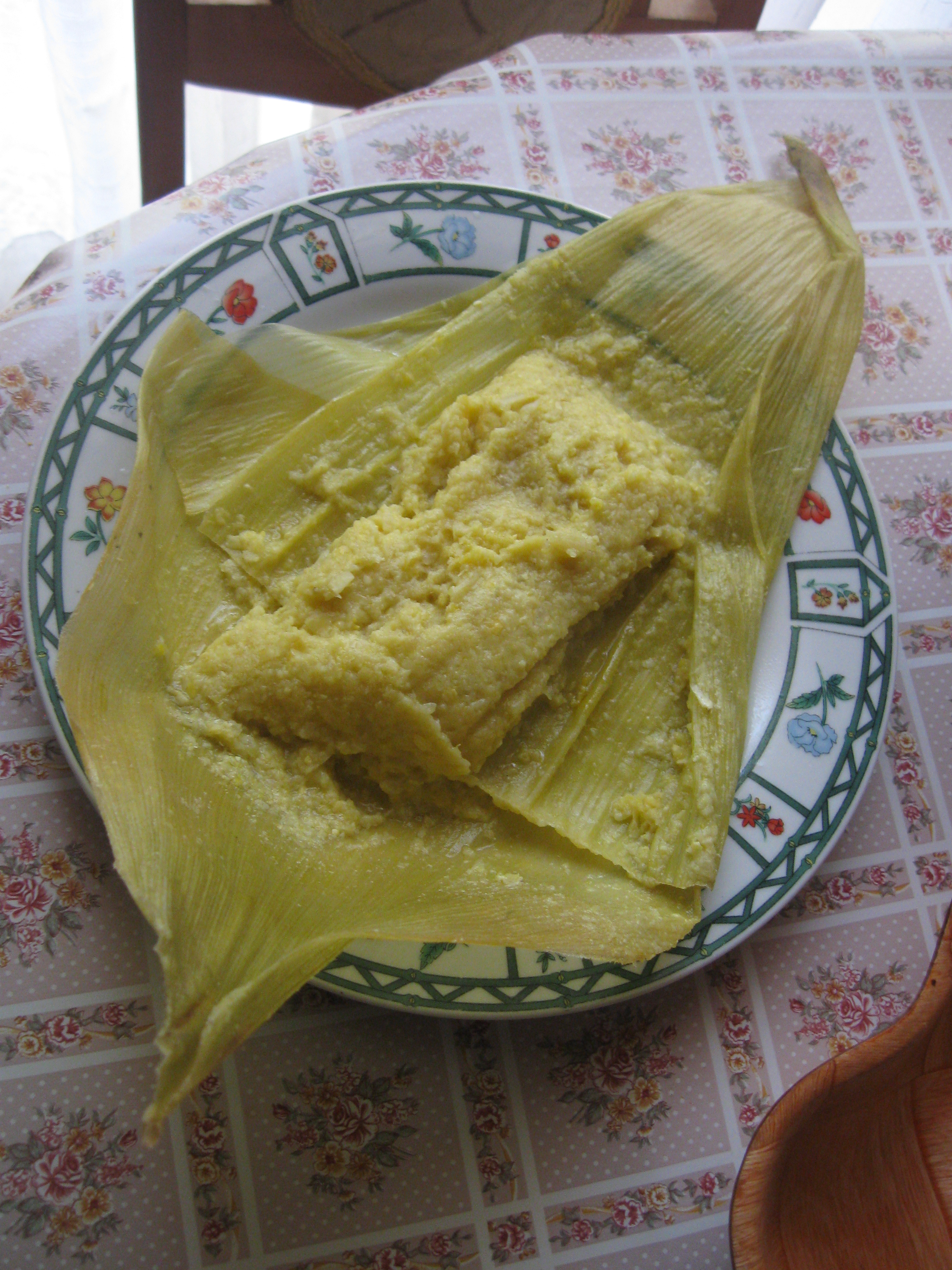
هُميتة مطبوخة جاهزة للأكل.